# Torresitrachia umbonis
Torresitrachia umbonis är en snäckart som beskrevs av Alan Solem 1979. Torresitrachia umbonis ingår i släktet Torresitrachia och familjen Camaenidae. Inga underarter finns listade i Catalogue of Life.